# ديبي توماس
ديبي توماس (بالإنجليزية: Debi Thomas)‏ هي متزلجة فنية أمريكية، ولدت في 25 مارس 1967 في بكبسي في الولايات المتحدة.

## وصلات خارجية
- ديبي توماس على موقع أوليمبيديا (الإنجليزية)